# Sof'ja Sapega
Sof'ja Andreevna Sapega (in russo Софья Андреевна Сапега?; Vladivostok, 10 febbraio 1998) è un'attivista russa, arrestata il 23 maggio 2021 con il suo compagno, il giornalista e oppositore bielorusso Roman Protasevič, dopo il dirottamento del loro volo Ryanair 4978 e l'atterraggio a Minsk, in Bielorussia a causa della falsa minaccia di una bomba. Il 6 maggio 2022, in un processo a porte chiuse nell'oblast' di Hrodna, Sof'ja Sapega viene condannata a sei anni di carcere, ritenuta colpevole di istigazione all'odio sociale. È stata graziata un anno dopo.

## Biografia
Sof'ja Andreevna Sapega è nata nel febbraio 1998 a Vladivostok, nell'estremo oriente russo, figlia di Anna Dudič e Andrej Sapega. Sua cugina è la cantante Eva Star. All'età di otto anni, Sof'ja si è trasferita con la madre in Bielorussia, nella città di Pinsk, ma è rimasta cittadina russa. Il padre risiede invece in Thailandia. Per qualche tempo ha vissuto nella città di Lida, nella regione di Hrodna. Nel 2015 si è diplomata al liceo di Minsk ed è entrata alla European Humanities University di Vilnius, dove ha studiato nella specialità "Diritto europeo e diritto dell'Unione europea". La studentessa è ben considerata per i suoi risultati accademici e per la sua reputazione all'interno della comunità dell'istituto. Successivamente ha iniziato a lavorare sul canale televisivo satellitare polacco Belsat, che trasmette principalmente in bielorusso. Non più tardi della fine del 2020, Sof'ja ha cominciato a frequentare il giornalista e attivista politico bielorusso Roman Protasevič, fondatore del canale Telegram NEXTA.

### L'arresto
Nel maggio 2021 è stata in vacanza con Roman in Grecia. L'aereo, su cui Sof'ja e il compagno tornavano a Vilnius il 23 maggio, è stato costretto ad atterrare a Minsk dove entrambi sono stati arrestati. Immediatamente, la famiglia di lei ha espresso il timore che Sof'ja venisse torturata. Tre giorni dopo il suo arresto, appare in un video in cui afferma di essere caporedattore del canale Telegram Nexta, soprannominato "il libro nero della Bielorussia". Queste osservazioni sono giudicate all'unanimità come pronunciate sotto costrizione. La madre della giovane chiede a Vladimir Putin il suo intervento, in quanto la dichiarazione di Sof'ja potrebbe farle avere fino a quindici anni di carcere.

### Reazioni all'arresto di Sof'ja
Chi è vicino a Sof'ja afferma che non era coinvolta nella politica e non ha partecipato alle proteste bielorusse. Secondo loro, le confessioni rese dopo l'arresto non sono attendibili in quanto estorte. Per chiedere aiuto, i parenti di Sof'ja si sono rivolti alle autorità russe, ma queste hanno reagito con moderazione: secondo Marija Zacharova, la portavoce del ministro degli esteri russo, tutto avviene nell'ambito della legislazione bielorussa. Svjatlana Cichanoŭskaja ha dichiarato che il console russo a Minsk ha rifiutato di incontrare Sof'ja, ma il ministero degli Esteri russo ha risposto accusando Cichanoŭskaja di mentire. Il futuro di Sof'ja è stato oggetto di una conversazione tra i ministri degli esteri dei due paesi (Sergej Lavrov e Uladzimir Makej), dopo di che è stato organizzato un incontro tra Sof'ja e il console russo. Dmitrij Peskov ha promesso che Vladimir Putin avrebbe chiesto della ragazza ad Aljaksandr Lukašėnka durante un incontro personale.
La situazione intorno all'atterraggio dell'aereo, la detenzione di Sof'ja e il comportamento delle autorità russe sono state criticate da esponenti dell'opposizione russa e della società civile. Nikolaj Svanidze, membro del Consiglio per i diritti umani, ha affermato che l'arresto di Sof'ja e la pubblicazione delle sue confessioni sono avvenuti “nello stile dei sanguinari anni '30”. Bogdan Bezpalko, membro del Consiglio presidenziale per le relazioni interetniche, ha definito Sapega un "ostaggio". Ksenija Sobčak ha commentato così la situazione: secondo lei, i diplomatici russi "si sono salvati davanti alle guardie bielorusse". I media hanno fatto paragoni con Marija Butina, che le autorità russe hanno salvato dopo l'arresto con più vigore. L'attivista per i diritti umani Marina Litvinovič e il blogger Maksim Kac hanno creato petizioni alle autorità russe chiedendo il rilascio di Sofia (al 29 maggio 2021, più di 30.000 persone hanno firmato l'appello). Un gruppo di deputati indipendenti di San Pietroburgo si è rivolto a Sergej Lavrov chiedendo di fornire a Sof'ja l'assistenza necessaria; Il deputato della Duma della città di Mosca Mitrochin ha chiesto l'avvio di un procedimento penale contro Lukašėnka "a causa delle azioni contro la donna russa Sof'ja Sapega e dell'atterraggio dell'aereo Ryanair".
In merito all'estradizione di Sof'ja in Russia, rappresentanti della propaganda ufficiale russa hanno sostenuto che la ragazza avesse davvero violato la legge. Il politologo Aleksej Makarkin ritiene che l'estradizione ci sarà ma nel tempo.
Amnesty International sostiene che Sof'ja Sapega sia stata detenuta al solo scopo di esercitare ulteriore pressione su Roman Protasevič. Il 26 maggio 2021, con una dichiarazione congiunta di otto organizzazioni, tra cui il Viasna Human Rights Center e il Belarusian Helsinki Committee, è stata riconosciuta come prigioniera politica. La European Humanities University ha chiesto l'immediato rilascio di Sof'ja, definendo le accuse contro di lei inverosimili e affermando che le autorità bielorusse stavano diffondendo informazioni discreditanti e non veritiere su Sof'ja, esprimendo la speranza che venisse rilasciata il prima possibile come cittadina della Federazione Russa. Il presidente della rappresentanza studentesca dell'università ha definito l'arresto di Sof'ja un atto di “terrorismo di stato”. Il ministero degli Esteri lituano e il cancelliere tedesco Angela Merkel hanno chiesto l'immediato rilascio della ragazza. L'incidente con l'aereo atterrato forzatamente a Minsk e l'arresto di Sof'ja e Protasevič hanno aggravato la crisi nei rapporti tra Unione europea e Russia.
In un discorso del 26 maggio 2021 al parlamento bielorusso, il presidente Aljaksandr Lukašėnka ha etichettato Protasevič e Sapega "agenti dell'intelligence occidentale". 
Il 2 giugno 2021 Heléne Björklund, deputata del Riksdag, ha preso il suo patrocinio. Il 24 giugno 2021, in seguito ai collegamenti con “violazioni dei diritti umani in Bielorussia, repressioni contro la società civile, l'opposizione democratica e i giornalisti, nonché per l'atterraggio forzato della compagnia aerea irlandese Ryanair a Minsk e la successiva detenzione di Roman Protasevič e della sua fidanzata russa Sof'ja Sapega”, il Consiglio dell'Unione europea ha approvato sanzioni settoriali contro la Bielorussia.
Il 3 dicembre 2021, Sapega è stata accusata di "incitamento all'odio", rischiando da sei a dodici anni di reclusione.

### La condanna e la grazia
Il 6 maggio 2022 Sapega è stata condannata a sei anni di carcere per "incitamento all'odio sociale". Il suo avvocato ha detto che si rivolgerà direttamente al presidente russo Vladimir Putin perché Sapega è cittadina russa. Il 14 marzo 2023 Sapega è stata inserita nel registro dei terroristi dal KGB. Il 10 aprile 2023, Sapega ha accettato il trasferimento in una prigione in Russia su richiesta della sua famiglia e dopo che le autorità bielorusse non si sono opposte.
Il 7 giugno 2023 è stato annunciato che Sapega era stata graziata da Lukašėnka, su richiesta del governatore russo del Territorio del Litorale, Oleg Kožemjakov. Dopo il suo rilascio, Sapega ha detto che la grazia di Lukašėnka era stata inaspettata per lei. Interrogata su Roman Protasevič e sulla sua testimonianza contro di lei, Sapega ha dichiarato che preferiva "non dire nulla su questa persona [Protasevič] e gli auguro solo di vivere la sua vita con dignità".